# Pater Patriae
Pater Patriae (от латински: „Баща на отечеството“) е древноримска почетна титла, давана от Сената за изключителни заслуги пред Републиката или Империята. В по-ново време, подобна титла се присъжда на представителни органи на властта в много, основно европейски, страни.

## Римски период
За първи път тази титла е дадена на политика и оратор от периода на Късната Република Марк Тулий Цицерон за неговото участие в потушаване на Заговора на Катилина, станал по време на неговата служба като консул през 63 пр.н.е..
Вторият притежател на титлата става през 45 пр.н.е. Гай Юлий Цезар, който става пожизнен диктатор на Древен Рим и фактически едноличен владетел на Римската Република.
Наследникът на Цезар, Октавиан Август, не прави титлата част от задължителните императорски регалии, за разлика от титлите Император, цезар, Август, princeps senatus, pontifex maximus и tribunicia potestas. Гай Светоний Транквил пише, че на наследника на Август – Тиберий това званието също е предложено, но той го отказва.
С времето тази титла е давана на много римски императори, предимно след дълго управление или при условия, когато императора е много уважаван от Сената, както в случая с император Нерва.

### Хронологически списък на римските „Pater Patriae“
Всички изброени, без Марк Цицерон и Юлий Цезар, са римски императори
- Марк Тулий Цицерон, 63 пр.н.е.
- Юлий Цезар, 45 пр.н.е.
- Октавиан Август, 5 февруари 2 пр.н.е.
- Калигула, 37
- Клавдий, януари 42
- Нерон, 55
- Веспасиан, 70
- Тит Флавий Веспасиан, юни 79
- Домициан, 14 септември 81
- Нерва, септември 96
- Траян, 98
- Адриан, 128
- Антонин Пий, 139
- Марк Аврелий и Луций Вер, 166
- Комод, 177
- Септимий Север, 193
- Каракала, 199
- Макрин, юни 217
- Хелиогабал, юли 218
- Гордиан III, май 238
- Проб, юли 276
- Диоклетиан, 20 ноември 284
- Максимиан, 1 април 286
- Константин I, 307

## Други „Бащи на отчеството“
По-долу е посочен списък на хората, признати като „Бащи“ на страни или народи.
| Име                   | Страна                 |
| Козимо Медичи         | Флорентинска република |
| Андреа Дориа          | Генуа                  |
| Абдул Рахман          | Малайзия               |
| Мустафа Кемал Ататюрк | Турция                 |
| Хосе Хервасио Артигас | Уругвай                |
| Генерал Аун Сан       | Бирма                  |
| Франтишек Палацки     | Чехия                  |
| Махатма Ганди         | Индия                  |
| Йоун Сиюрдсон         | Исландия               |
| Ейнар Герхардсен      | Норвегия               |
| Мохамед Али Джина     | Пакистан               |
| Петър I               | Русия                  |
| Муджибур Рахман       | Бангладеш              |
| Мохамед Захир Шах     | Афганистан             |
| Сун Ятсен             | Китай                  |
| Анте Старчевич        | Хърватска              |
| Джордж Вашингтон      | САЩ                    |
| Вилхелм Орански       | Нидерландия            |
| Густав Васа           | Швеция                 |
| Ясер Арафат           | Палестина              |
| Шанана Гужмау         | Източен Тимор          |
| Ибрахим Ругова        | Косово                 |
| Ли Куан Ю             | Сингапур               |
| Доналд Дюер           | Шотландия              |
| --------------------- | ---------------------- |